# Primož Gliha
Primož Gliha, slovenski nogometaš in nogometni trener, 8. oktober 1967, Ljubljana.
Gliha je v slovenski ligi igral za klube Olimpija, NK Mura, NK Ljubljana in HIT Gorica.
Za slovensko reprezentanco je v šestih letih odigral osemindvajsetih tekem, na katerih je dosegel deset golov.
Leta 2005 je po končani nogometni karieri prevzel mesto prvega trenerja Olimpija Ljubljana, po sezono je vodil kluba NK Drava in ND Mura 05, v letih 2010 in 2011 pa je bil trener v FC Koper.
Njegov sin Erik je prav tako nogometaš.